# Livet förrinner så fort som en dröm
Livet förrinner så fort som en dröm är en psalmsång av +.  
Sången har fem 4-radiga verser. Det bibelcitat psalmboksutgivaren Emil Gustafson valde för denna psalm var: Vänden åter, I människors barn! Psaltaren 90:3.

## Publicerad i
- Hjärtesånger 1895 som nr 171 under rubriken "Herrens ankomst etc." med titeln Livets växlingar.